# Montreuil
För andra betydelser, se Montreuil (olika betydelser).
Montreuil (franskt uttal: [mɔ̃tʁœj]
 ( lyssna)) är en kommun i departementet Seine-Saint-Denis i regionen Île-de-France i norra Frankrike. Kommunen är chef-lieu över kantonerna Montreuil-1 och Montreuil-2 som tillhör arrondissementet Bobigny. År 2022 hade Montreuil 110 758 invånare.

## Befolkningsutveckling
| Befolkningsutvecklingen i Montreuil 1968–2021 | Befolkningsutvecklingen i Montreuil 1968–2021 | Befolkningsutvecklingen i Montreuil 1968–2021 | Befolkningsutvecklingen i Montreuil 1968–2021 | Befolkningsutvecklingen i Montreuil 1968–2021 |
| --------------------------------------------- | --------------------------------------------- | --------------------------------------------- | --------------------------------------------- | --------------------------------------------- |
|                                               |                                               |                                               |                                               |                                               |
| År                                            |                                               |                                               | Folkmängd                                     |                                               |
| 1968                                          | 1968                                          |                                               | 95 714                                        |                                               |
| 1975                                          | 1975                                          |                                               | 96 587                                        |                                               |
| 1982                                          | 1982                                          |                                               | 93 368                                        |                                               |
| 1990                                          | 1990                                          |                                               | 94 754                                        |                                               |
| 1999                                          | 1999                                          |                                               | 90 674                                        |                                               |
| 2007                                          | 2007                                          |                                               | 102 097                                       |                                               |
| 2015                                          | 2015                                          |                                               | 106 691                                       |                                               |
| 2021                                          | 2021                                          |                                               | 111 455                                       |                                               |